# Meister von Ambierle
Als Meister von Ambierle (frz. Maître d'Ambierle) wird der Maler aus der Werkstatt des Rogier van der Weyden mit einem Notnamen bezeichnet, der die 1466 fertiggestellten Bilder des Passionsaltars aus der Kirche St. Martin in Ambierle in der Region um Lyon geschaffen hat. Die kurz nach dem Ableben van der Weydens beendeten Bilder in Öl auf Holz dieses namentlich nicht bekannten Künstlers sind die Flügel eines mehrteiligen Altars, dessen geschnitzter Mittelteil im offenen Zustand mit mehr als 50 Figuren Szenen aus der Passion Christi darstellt.

## Die Flügel des Altars von Ambierle
Grisaillen von vier Heiligen und einer Verkündigungsszene schmücken die Außenseite der Flügel des Altars, diese Bilder des Meister von Ambierle sind also in dessen geschlossenen Zustand zu sehen. Im geöffneten Zustand umgeben die Flügel den zentralen Teil mit seinen farbigen Bildern von Heiligen wie Barbara. Des Weiteren sind zwei gemalte kleinere Engelfiguren in der Innenseite oberhalb der geschnitzten Teile zu sehen. Auf einem der rechten Flügel ist der Stifter des Altars mit dem Erzengel Michael dargestellt.

## Stifter
Ambierle liegt in der französischen Region Forez, die im Mittelalter Teil der Region Lyonnais war. Der Altar wurde laut einer Inschrift von Michel de Chaugy gestiftet, einem Berater von Philipp III., Herzog von Burgund und Graf von Flandern. Dies erklärt die Herkunft des gesamten Altars aus einer Werkstatt in Flandern, denn de Chaugy war nachweislich in Brüssel für Philipp tätig, gab dort den Altar um 1460/1466 in Auftrag und vermachte ihn 1476 dann testamentarisch der Kirche in Ambierle.

## Identifizierung
Es wurde versucht,  beim Meister von Ambierle die Hand von Rogier van der Weyden selbst zu erkennen und ihm eventuell sogar auch die Holzfiguren und deren Bemalung zuzuschreiben. Obwohl van der Weyden den Auftrag zum Altar noch selbst erhalten haben konnte, wird der Altar in der Regel anderen Künstlern zugeordnet. Van Weyden hatte bis zu seinem Tod eine gutgehende Werkstatt in Brüssel aufgebaut, die nach seinem Tod vermutlich unter der Führung seines Sohnes Pieter die noch ausstehenden Werke komplettierte und auch weiterhin die große Nachfrage nach Bildern in Stile des Vaters belieferte. Der Meister von Ambierle trug sicherlich seinen Teil zur Aufarbeitung der Aufträge bei. Es wurde vorgeschlagen, ihn mit Vrancke van der Stock (1420–1495) zu identifizieren.